# Propomponema foeticolum
Propomponema foeticolum is een rondwormensoort uit de familie van de Linhomoeidae. De wetenschappelijke naam van de soort is voor het eerst geldig gepubliceerd in 1972 door Ott.